# Mairwa
Mairwa é um cidade no distrito de Siwan, no estado indiano de Bihar.

## Geografia
Mairwa está localizada a 26° 14′ N, 84° 09′ L. Tem uma altitude média de 65 metros (213 pés).

## Demografia
Segundo o censo de 2001, Mairwa tinha uma população de 18.696 habitantes. Os indivíduos do sexo masculino constituem 53% da população e os do sexo feminino 47%. Mairwa tem uma taxa de literacia de 54%, inferior à média nacional de 59,5%: a literacia no sexo masculino é de 64% e no sexo feminino é de 42%. Em Mairwa, 17% da população está abaixo dos 6 anos de idade.